# 윌리엄 톨먼

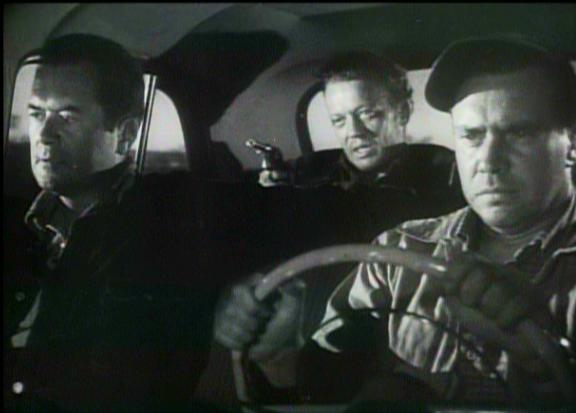

윌리엄 톨먼(William Talman, 1915년 2월 4일 ~ 1968년 8월 30일)은 미국의 배우, 각본가이다.
디트로이트에서 태어났으며 엔시노에서 사망하였다. 사인은 폐암이다.  포리스트 론 메모리얼 파크에 매장되었다.

## 출연 작품
- 발라드 오브 조시 (1967년)
- 서부의 파라딘 (1957년)
- 클라이막스! (1954년)
- 장갑차 강탈 (1950년)

### 텔레비전
- 페리 메이슨 (1957년)